# Schmittenstollen
De Schmittenstollen is een voormalige kwikmijn die zich bevindt onder de 420 m hoge Lemberg nabij Oberhausen an der Nahe.

## Geschiedenis
Hoewel op de Lemberg overblijfselen zijn gevonden van een heiligdom ter ere van de Romeinse god Mercurius, waar ook het metaal kwik naar is genoemd, is van mijnbouw op deze plaats in de Romeinse tijd nooit een aanwijzing gevonden. De vroegste mijnbouw waaromtrent zekerheid bestaat dateert uit de 15e eeuw. Sindsdien zijn er drie perioden geweest waarin deze mijn in bedrijf is geweest, 15e-17e eeuw, 17e-18e eeuw, en van midden 19e eeuw tot 1942. In laatstgenoemd jaar werd de mijn gesloten wegens uitputting van rendabele aders.
Enkele decennia nadien werd de mijn aan een vrijwilligersorganisatie overgedragen. Deze maakte de mijn geschikt voor bezoek van het publiek. In 1976 werd de mijningang vrijgemaakt en vervolgens werd het in de mijngangen aanwezige puin geruimd. Sindsdien is de mijn voor bezoekers toegankelijk.

## De mijn
Het complex bestaat uit vijf gangenstelsels met een gezamenlijke lengte van 15 kilometer. Een schacht van 60 meter diep verbindt deze stelsels. Over een lengte van 700 meter is de mijn vrijgegeven voor het publiek, dat onder leiding van een gids de mijn kan bezoeken. Het kwik komt voor in de vorm van het dieprode mineraal cinnaber, dat hier en daar nog zichtbaar is in de wanden. Het kwikerts werd vervoerd naar het nabijgelegen stadje Obermoschel, waar zich een bedrijf bevond (Quecksilberhütte Obermoschel) dat het metallisch kwik -door verhitting onder toevoer van lucht- vrijmaakte uit het erts.
In de mijn zijn nog werktuigen te vinden die in de loop van de geschiedenis door de mijnwerkers werden gebruikt. In de winter vormen de gangen, waarin de temperatuur constant op 8°C blijft, een verblijfplaats voor vleermuizen.